# Njimi
Njimi est la capitale du royaume du Kanem (plus tard du Kanem-Bornou), au nord du lac Tchad, fondée par la dynastie Sefouwa au XIe siècle. La ville dont la localisation reste inconnue domine le commerce trans-saharien de l'ivoire et des esclaves entre le Sahara central et la Libye[précision nécessaire]. Au XIVe siècle le maï Omar doit abandonner la ville aux tribus Boulala pour se réfugier sur la rive ouest du lac Tchad et fonder le royaume de Bornou en 1395.

## Sources
- Insulaires et riverains du Lac Tchad, par Christian Bouquet publié par Editions L'Harmattan, 1990  (ISBN 2738407994 et 9782738407993)